# Terminal Velocity
Terminal Velocity — второй сольный альбом гитариста группы Dream Theater Джона Петруччи, вышедший 28 августа 2020 года.

## История создания
Петруччи начал работу над альбомом в марте 2020 года, находясь на самоизоляции в Нью-Йорке во время эпидемии COVID-19. В течение более чем двух месяцев он создал и записал большую часть материала для пластинки. В июне музыкант анонсировал выход релиза на осень 2020 года. А 1 июля было объявлено о сотрудничестве с бывшим барабанщиком «Dream Theater» Майком Портным. 7 августа вышел видеоклип на титульную композицию «Terminal Velocity». В электронном виде релиз альбома состоялся 28 августа 2020 года. На материальных носителях альбом появился 30 октября 2020 года.

## Список композиций
Вся музыка написана Джоном Петруччи.
| №                   | Название              | Длительность |
| ------------------- | --------------------- | ------------ |
| 1.                  | «Terminal Velocity»   | 6:07         |
| 2.                  | «The Oddfather»       | 6:25         |
| 3.                  | «Happy Song»          | 6:01         |
| 4.                  | «Gemini»              | 6:05         |
| 5.                  | «Out of the Blue»     | 5:46         |
| 6.                  | «Glassy-Eyed Zombies» | 5:55         |
| 7.                  | «The Way Things Fall» | 7:33         |
| 8.                  | «Snake in My Boot»    | 4:04         |
| 9.                  | «Temple of Circadia»  | 7:10         |
| Общая длительность: | Общая длительность:   | 55:05        |

## Состав
- Джон Петруччи — гитара, колокольчик, производство
- Майк Портной — ударные
- Дэйв Ларю[англ.] — бас-гитара
- Джеймс «Джимми Т» Меслин — запись
- Энди Снип[англ.] — сведение, мастеринг
- Шон Мошер-Смит (Echo Designlab) — обложка